# Ellipsis
Ellipsis è il settimo album in studio del gruppo musicale scozzese Biffy Clyro, pubblicato l'8 luglio 2016.

## Tracce
1. Wolves of Winter – 4:08
2. Friends and Enemies – 4:12
3. Animal Style – 3:30
4. Re-Arrange – 3:37
5. Herex – 3:57
6. Medicine – 3:53
7. Flammable – 3:07
8. On a Bang – 2:38
9. Small Wishes – 3:06
10. Howl – 3:33
11. People – 3:16

Tracce bonus
1. Don't, Won't, Can't – 3:18
2. In the Name of the Wee Man – 4:25

## Formazione
- Simon Neil – voce, chitarra
- James Johnston – basso, cori
- Ben Johnston – batteria, cori, percussioni